# Deklaration der Vereinten Nationen

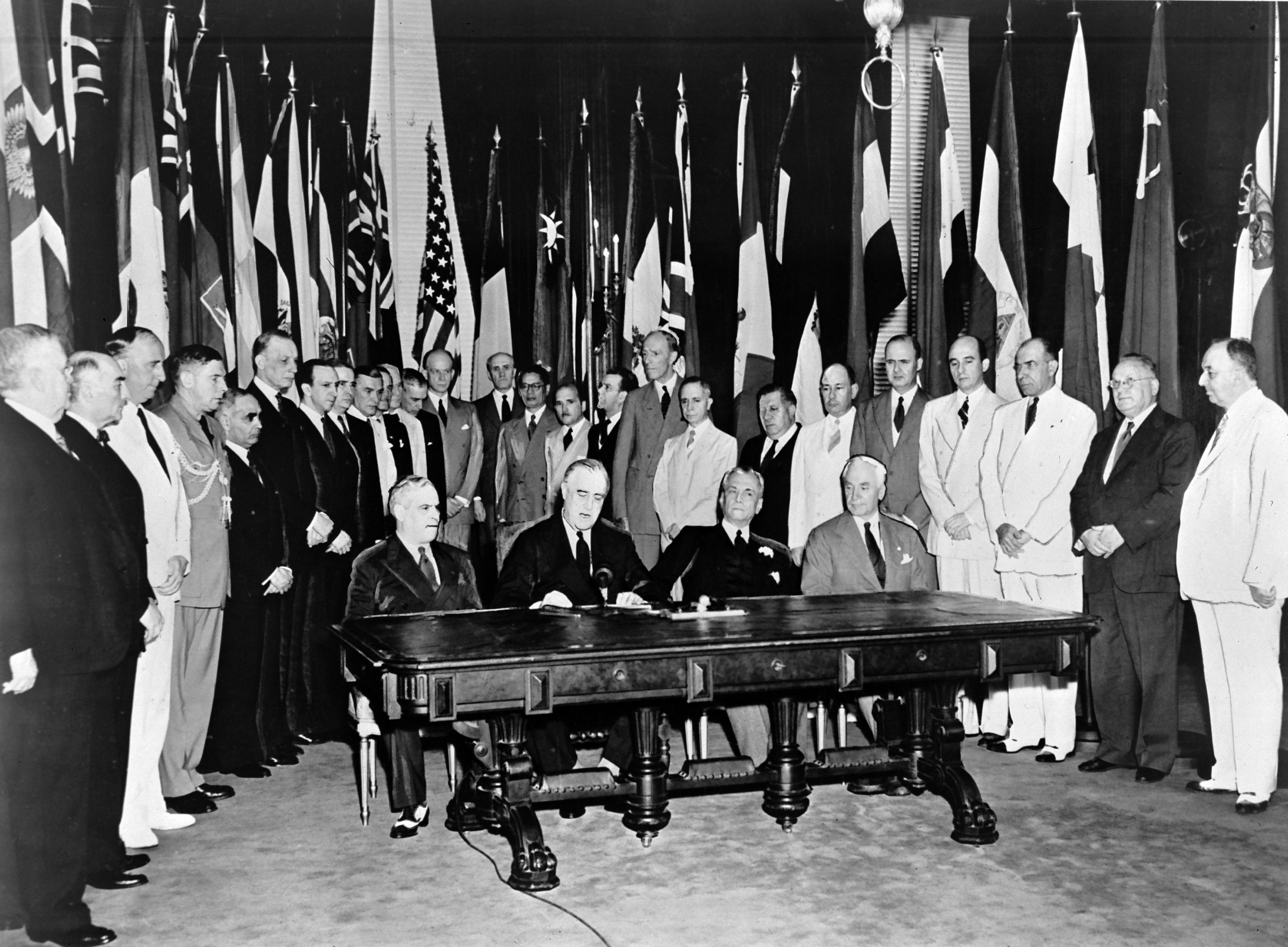
Unterzeichnung 1. Januar 1942

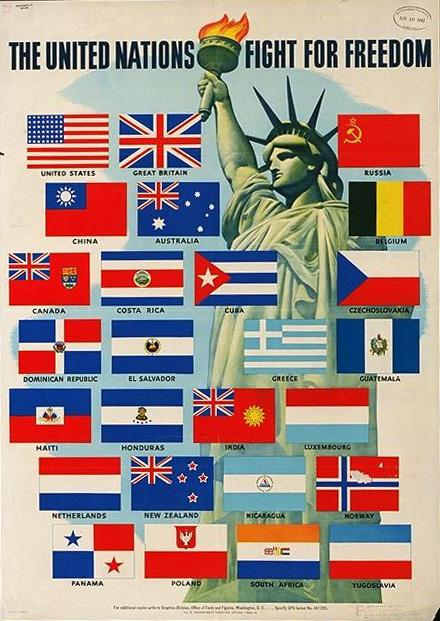
Propaganda-Plakat mit den Flaggen der 26 Unterzeichnerstaaten

Die Deklaration vereinter Nationen (englisch: Declaration by United Nations) wurde am 1. Januar 1942 von 26 Staaten der Anti-Hitler-Koalition während der Arcadia-Konferenz in Washington unterzeichnet. Sie diente der Formalisierung und Bekräftigung der zuvor beschlossenen Atlantik-Charta und war ein Schritt auf dem Weg zur Gründung der Vereinten Nationen.
Alle Unterzeichner der Deklaration gelten als Gründungsmitglieder der Vereinten Nationen.

## Verpflichtungen
Konkret verpflichteten sich die Unterzeichner:
1. alle Anstrengungen im Kampf gegen die Achsenmächte (Deutschland, Japan, Italien und deren Verbündete) zu unternehmen, und
2. darin mit den anderen Vertragspartnern zusammenzuarbeiten, ein dauerhaftes System internationaler Sicherheit zu errichten sowie auf separate Friedensschlüsse oder Waffenstillstandsabkommen zu verzichten.

Die erste Klausel galt nur für diejenigen Feindstaaten, mit denen sich der jeweilige Unterzeichnerstaat im Kriegszustand befand. So wurde unter anderem das Problem umgangen, dass die Sowjetunion gegenüber Japan durch den 1941 geschlossenen Japanisch-Sowjetischen Neutralitätspakt zur Neutralität verpflichtet war (die Sowjetunion kündigte diesen Pakt am 5. April 1945 auf und trat kurz vor dessen Ende in den Krieg gegen Japan ein). Deshalb wurde im Text auch „Kampf um den Sieg über den Hitlerismus“ statt „Besiegung der Mitglieder oder Anhänger des Dreierpaktes“ auf sowjetischen Wunsch verwendet. Der sowjetische Botschafter Litwinow hatte erklärt, in der Sowjetunion würde Hitlerismus die Begriffe Nazismus, Faschismus und Japanismus umfassen.

## Unterzeichner
Die begründenden 26 Staaten waren:

Dokument

| - die Vereinigten Staaten von Amerika - das Vereinigte Königreich Großbritannien und Nordirland - die Union der Sozialistischen Sowjetrepubliken - die Republik China - Australien 1) - Belgien 2) - Costa Rica - die Dominikanische Republik - El Salvador | - Griechenland 2) - Guatemala - Haiti - Honduras - Indien - Jugoslawien 2) - Kanada 1) - Kuba - Luxemburg 2) | - Neuseeland 1) - Nicaragua - die Niederlande 2) - Norwegen 2) - Panama - Polen 2) - Südafrikanische Union 1) - die Tschechoslowakei 2) |

Bis zum März 1945 schlossen sich weitere 19 Staaten der Erklärung an:
| - Mexiko 5. Juni 1942 - das Commonwealth der Philippinen 10. Juni 1942 2) - das Kaiserreich Äthiopien 28. Juli 1942 - das Königreich Irak 16. Januar 1943 - Brasilien 8. Februar 1943 - Bolivien 27. April 1943 - Iran 10. September 1943 | - Kolumbien 22. Dezember 1943 - Liberia 26. Februar 1944 - Frankreich 26. Dezember 1944 3) - Ecuador 7. Februar 1945 - Peru 11. Februar 1945 - Chile 12. Februar 1945 - Paraguay 12. Februar 1945 | - Venezuela 16. Februar 1945 - Uruguay 23. Februar 1945 - die Türkei 24. Februar 1945 - das Königreich Ägypten 27. Februar 1945 - Saudi-Arabien 1. März 1945 |